# 新松浦站
新松浦站位于中国黑龙江省哈尔滨市松北区松浦街道，有滨北铁路经过。建于1933年，现隶属于哈尔滨铁路局，为四等站。

## 业务办理
不办理客运业务。
货运办理专用线，专用铁路整车货物到发业务。